# Sherwood Rangers-monument

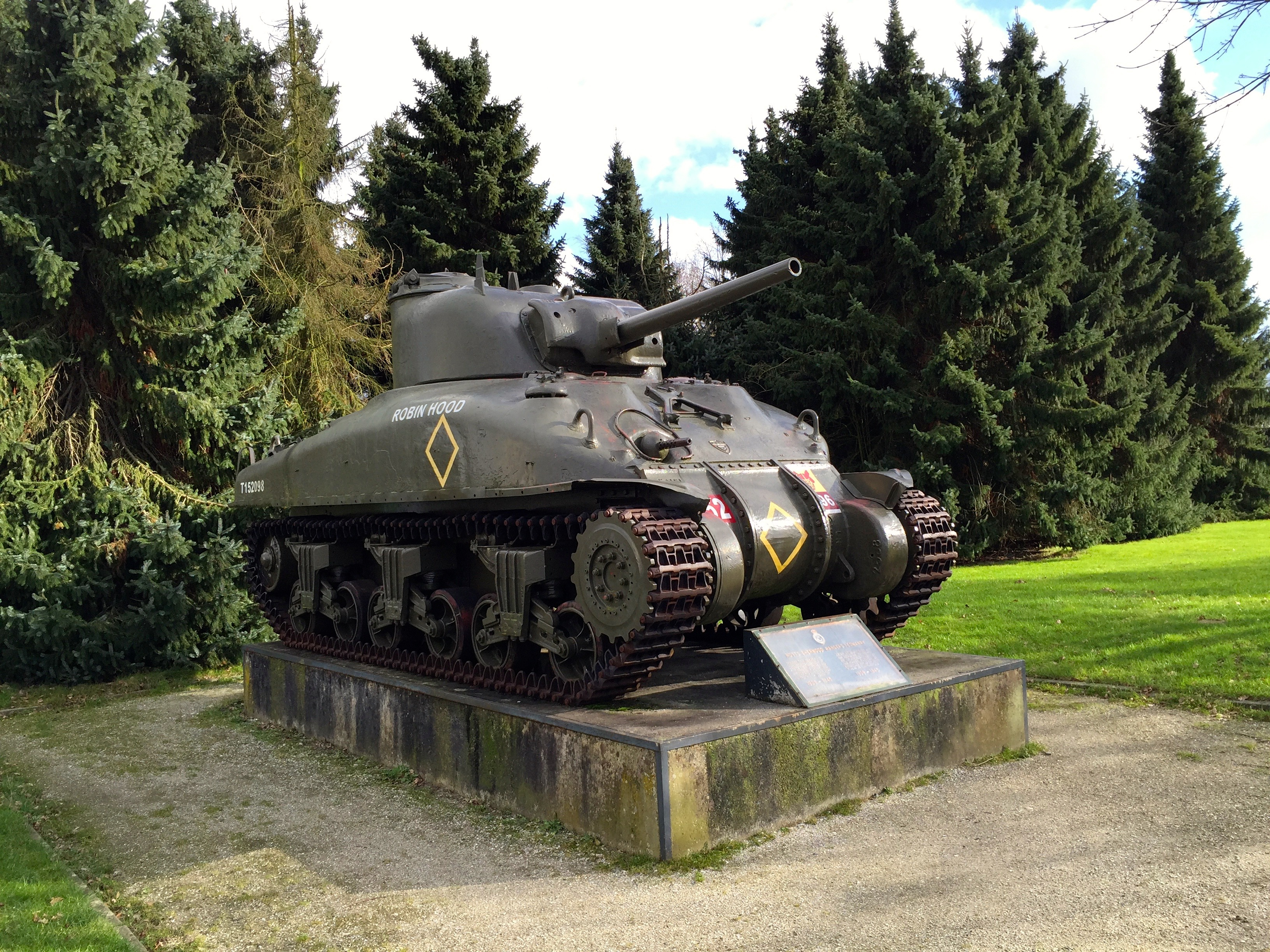

Het Sherwood Rangers-monument is een oorlogsmonument in de Gelderse plaats Groesbeek. Het tankmonument staat net buiten het Nationaal Bevrijdingsmuseum 1944-1945. De tank is een Grizzly I cruiser. Het is een oefenvoertuig, met de naam Robin Hood, dat geen rol heeft gespeeld bij de bevrijding van Nijmegen.

## Geschiedenis
De Nottinghamshire Sherwood Rangers Yeomanry vocht in samenwerking met het 508ste Para Infanterie Regiment van de Amerikaanse 82ste Airborne Divisie in de strijd om de bevrijding van de Ooijpolder bij Nijmegen. Ook vochten de Sherwood Rangers in operatie Veritable in het nabijgelegen Reichswald en Kleve. Het Sherwood Rangers-monument is opgericht ter nagedachtenis aan de 268 leden van deze Britse tankgroep die in de gevechtshandelingen zijn omgekomen.
Het monument is onthuld op 7 mei 1988. De tekst op de plaquette luidt, naast de gelijke tekst in het Engels:

NOTTS SHERWOOD RANGERS YEOMANRY

BIEDEN DIT GEDENKTEKEN AAN 

ALS EERBIEDIGE HERINNERING 

AAN HUN 268 MEDESTRIJDERS EN 

ALLE ANDEREN, MILITAIREN EN 

BURGERS, DIE HUN LEVEN GAVEN 

IN DEZE BEVRIJDINGSOORLOG 

1939 - 1945
"ZIJ STIERVEN OPDAT WIJ MOGEN LEVEN"